# ラリー・ディマジオ
ラリー・ディマジオ（Larry DiMarzio、1948年8月18日 - ）は、アメリカ合衆国ニューヨーク生まれの実業家、技術者、ミュージシャン、写真家。楽器部品メーカーディマジオの創立者。

## 来歴・人物
イタリア系移民の子供として生まれる。カトリック系スクールを経てブルックリン・テクニカル・ハイスクールでエレクトロニック・エンジニアリングを学ぶ。その後、ニューヨーク市立大学で音楽を学ぶ。また、13歳でギターを始め、16歳からプロとしての活動も行っていた。
大学卒業後は、プロのギタリストとして活動する傍ら、ギター講師やギターの修理、ギターのピックアップの製作などを行っていた。
1975年、楽器部品メーカー「ディマジオ」社創業。

## ギター・ピックアップ
ギブソンのハムバッキングピックアップ（通称:P.A.F）のクローンを開発したことで、ディマジオは一般的な認知を得る。
ラリーによるとギブソン社のオリジナル・ハムバッカーは名称としては同じでかつ同年代に生産されたものでもパーツや構成部品は様々であって、それでもそれらは同様な音質に成るとしている。それはPAFの謎の一つであるらしい。其の生産によるものがミュージシャンの好む音であるというのは、それに対して其のことを彼なりに理論づけているようである。

## 写真
ディマジオ社の広告制作がきっかけで写真撮影が趣味となり、自社広告や雑誌写真を手がける。のちに専門学校でファッション写真を学び、モデルエージェンシーで写真家としての仕事もこなすようになる。また、ミュージシャンの写真集も発表している。

## 著作
- 「GUITAR WIZARDS」 南洋貿易・プレイヤーコーポレーション、1993年

ディマジオ社と契約を結んでいたミュージシャン達をモデルにした写真集